# Llengua oro
L′oro o oron és una llengua que es parla a l'estat de Akwa Ibom, al sud-est de Nigèria. Es parla a la LGA d'Oron.
L'oro és una llengua de la subfamília lingüística de les llengües del baix Cross, que formen part de les llengües Benué-Congo. L'oro té diversos dialectes i disposa d'una gramàtica.
L'Etnologue xifra que el 1989 hi ha 75.000 parlants d'ibuoro.
El 94% dels ilue-parlants són seguidors de les religions cristianes: el 9% pertanyen a esglésies evangèliques, el 35% són protestants, el 15% són catòlics i el 50% són d'esglésies independents. El 6% restant són seguidors de religions tradicionals africanes.